# هسلور، واریک‌شر
هسلور (به انگلیسی: Haselor) یک روستا و محله مدنی در بریتانیا است که در Stratford-on-Avon واقع شده‌است. هسلور ۲۲۰ نفر جمعیت دارد.